# Josef Egem
Josef Egem (18. listopadu 1874 Kladno – 7. srpna 1939 Praha) byl český pěvec, hudební skladatel a pedagog.

## Život
Na Pražské konzervatoři vystudoval hru na housle a skladbu. Absolvoval v roce 1894 a poté byl houslistou v symfonických orchestrech. Začal se věnovat zpěvu a v tomto oboru vystudoval konzervatoř ve Vídni. V letech 1904–1907 pak působil jako basista v operních divadlech v Brně.
Po vzniku Československé republiky se stal profesorem zpěvu na Hudobné a dramatické akademii v Bratislavě. Byl úspěšným pedagogem, pod jeho vedením vyrostla celá generace slovenských výkonných umělců. Po odtržení Slovenska odešel do Prahy, kde zakrátko zemřel.

## Dílo

### Opera
- Svatební dar (1913)

### Orchestrální skladby
- Slovenská slavnostní předehra pro žesťové nástroje (1927)
- Bílá Hora (symfonická báseň, 1909)
- Jarní suita (1910)

### Písně
- Podzimní písně (1916)
- Tři písně (1922).

Zkomponoval také řadu drobnějších houslových a klavírních skladeb a sborů.